# لي هوي-حو
لي هوي-حو (هانغل: 이희호)‏(21 سبتمبر 1922 – 10 يونيو 2019) هي سياسية وناشطة سلام كوريَّة جنوبيَّة. شغلت منصب السيدة الأولى للبلاد منذ سنة 1998 حتى سنة 2003، إذ كان زوجها ثامن رؤساء الدولة كم داي جنغ.